# Lista över avsnitt av Batman: The Animated Series
Detta är en lista över alla avsnitt av de tecknade TV-serierna Batman: The Animated Series och The New Batman Adventures. Serierna handlar om DC Comics superhjälte Batman. Serien producerades av Warner Bros. Animation och visades ursprungligen på Fox mellan åren 1992 och 1995 (BTAS), och 1997 och 1999 (TNBA). I Sverige har de bland annat visats på Kanal 5 med svenskt tal, samt givits ut på VHS och DVD. Säsong 2 har dock aldrig dubbats till svenska.

## Batman: The Animated Series-avsnitt

### Säsong 1
| Nr i serien | Nr i säsongen | Titel                                      | Skurk(ar)                                                              | Regissör                 | Manus | Sändningsdatum                     |
| --- | ------------- | ------------------------------------------ | ---------------------------------------------------------------------- | ------------------------ | --- | ---------------------------------- |
| 1 | 1             | "On Leather Wings"                         | Man-Bat                                                                | Kevin Altieri            | Mitch Brian | 6 september 1992                   |
| En mystisk fladdermusliknande varelse terroriserar Gotham City, vilket får polisstyrkan att jaga Batman. Mörkrets riddare måste hitta den riktige gärningsmannen för att rentvå sitt namn. |               |                                            |                                                                        |                          | |                                    |
| 2 | 2             | "Christmas with the Joker"                 | Jokern                                                                 | Kent Butterworth         | Eddie Gorodetsky | 13 november 1992                   |
| Efter sin flykt från Arkham Asylum på julafton tar Jokern över Gothams kommunikation och terroriserar staden för att få sig själv ett gott julskoj. Han utmanar Batman och Robin att hitta hans gömda TV-studio och befria hans gisslan — kommissarie Gordon, Harvey Bullock and Summer Gleason — innan midnatt. Notering: Jokern och hans kumpaner sjunger Bjällerklang i den här episoden. |               |                                            |                                                                        |                          | |                                    |
| 3 | 3             | "Nothing to Fear"                          | Fågelskrämman                                                          | Boyd Kirkland            | Henry T. Gilroy & Sean Catherine Derek | 15 september 1992                  |
| Batman stöter på Fågelskrämman och försöker stoppa hans plan att bränna ner Gotham University, men i processen kommer han i kontakt med Fågelskrämmans skräckgas. Han blir då tvungen att möta sin egen skuld över sina föräldrars död. Notering: Den här episoden introducerar den populära frasen: "Jag är hämnden. Jag är natten. Jag är Batman!" |               |                                            |                                                                        |                          | |                                    |
| 4 | 4             | "The Last Laugh"                           | Jokern                                                                 | Kevin Altieri            | Carl Swenson | 22 september 1992                  |
| Jokern täcker Gotham City med ett moln av skrattgas och börjar plundra den rubbade staden. Alfred blir påverkad av gasen, och Batman blir därmed motiverad att stoppa Jokern. Han måste skaffa ett motgift mot gasen innan alla i Gotham skulle dö med ett leende. |               |                                            |                                                                        |                          | |                                    |
| 5 | 5             | "Pretty Poison"                            | Brännässlan                                                            | Boyd Kirkland            | Synopsis av : Paul Dini & Michael Reaves Manus av : Tom Ruegger                                                                           | 14 september 1992                  |
| Efter att distriktsåklagaren Harvey Dent kollapsar efter en måltid med sin fästmö Pamela Isley och vän Bruce Wayne upptäcker läkare att han har blivit förgiftad. Batman måste hitta den skyldige och ett motgift innan Harveys tid rinner ut. |               |                                            |                                                                        |                          | |                                    |
| 6 | 6             | "The Underdwellers"                        | Kloakkungen                                                            | Frank Paur               | Synopsis av : Tom Ruegger Manus av : Jules Dennis & Richard Mueller                                                                       | 21 oktober 1992                    |
| Batman reder ut att ett flertal underliga rån på Gothams gator är begångna av ett gäng hemlösa barn, som har uppfostrats till att begå brott av sin ondsinte läromästare, Kloakkungen. |               |                                            |                                                                        |                          | |                                    |
| 7 | 7             | "P.O.V."                                   | Bossen och hans gangstrar                                              | Kevin Altieri            | Synopsis av : Mitch Brian Manus av : Sean Catherine Derek & Laren Bright                                                                  | 18 september 1992                  |
| En misslyckad polisinsats leder till avstängning av de inblandade: Polisman Wilkes, Renee Montoya och Harvey Bullock. Då de konfronteras av sina överordnade blir var och en av dem tvungen att berätta sin berättelse om vad som hände den natten. |               |                                            |                                                                        |                          | |                                    |
| 8 | 8             | "The Forgotten"                            | Boss Biggis                                                            | Boyd Kirkland            | Jules Dennis, Richard Mueller & Sean Catherine Derek                                                                                      | 8 oktober 1992                     |
| Under utredandet av Gothams försvunna hemlösa blir en hemligt förklädd Bruce Wayne kidnappad och fastkedjad i ett läger, och drabbas av minnesförlust. Alfred måste således spåra honom, hjälpa honom att fly och befria resten av fångarna. |               |                                            |                                                                        |                          | |                                    |
| 9 | 9             | "Be a Clown"                               | Jokern                                                                 | Frank Paur               | Ted Pedersen & Steve Hayes | 16 september 1992                  |
| Borgmästare Hamilton Hills ömklige son, Jordan, blir ännu ledsnare när hans far använder hans födelsedagsfest som ett politiskt möte, och det slutar med att han i smyg följer med i den anställde clownens bil, omedveten om att det är Jokern i förklädnad. Det hänger nu på Batman, som borgmästare Hill misstror, att rädda pojken innan det är för sent. |               |                                            |                                                                        |                          | |                                    |
| 1011 | 1011          | "Two-Face"                                 | Rupert Thorne & Two-Face                                               | Kevin Altieri            | Synopsis av : Alan Burnett Manus av : Randy Rogel                                                                                         | 25 september 199228 september 1992 |
| Gangsterbossen Rupert Thorne försöker använda Harvey Dents hemliga personlighetsklyvning för att utpressa honom. Men när Dent möter Thorne på en kemisk fabrik tar "den arge Harv" över, och konfronteringen leder till en explosion som orsakar en fruktansvärd skada på Dents halva anlete. Harvey Dent, som nu kallar sig Two-Face, dyker upp igen, och börjar råna Rupert Thornes olagliga affärsverksamhet, och förbereder en sista konfrontation med gangsterbossen, och Batman måste stoppa sin före detta vän innan han och Thorne dödar varandra. Notering: Batmans metod att besegra Two-Face i den här episoden (genom att använda ett flertal mynt) användes senare som en klimax i Batman Forever. |               |                                            |                                                                        |                          | |                                    |
| 12 | 12            | "It's Never Too Late"                      | Rupert Thorne och Arnold Stromwell                                     | Boyd Kirkland            | Synopsis av : Tom Ruegger Manus av : Garin Wolf                                                                                           | 10 september 1992                  |
| Ett krig som utkämpas mellan gangsterbossarna Rupert Thorne och Arnold Stromwell närmar sig sitt slut, och blir en klimax när Stromwell planeras att dödas i en explosion vid en restaurang av Thorne. Batman räddar honom i sista ögonblicket, och med hjälp av Stromwells bror (numera en präst som förlorade sitt ben några år tidigare, en olycka som Stromwell bär en hemlig skuld för) försöker övertala honom att lägga ner sin brottsbana, och hjälpa polisen att sätta dit Thorne genom att vittna mot honom. |               |                                            |                                                                        |                          | |                                    |
| 13 | 13            | "I've Got Batman in My Basement"           | Pingvinen                                                              | Frank Paur               | Sam Graham & Chris Hubbell | 30 september 1992                  |
| Under ett slagsmål med Batman om ett stulet fabergéägg söver Pingvinen ner Batman med giftgas. Mörkrets riddare räddas av den tonårige amatördetektiven Sherman Grant och hans vän Roberta, som gömmer Batman i Shermans källare länge nog för att han ska återhämta sig innan Pingvinen hittar honom. |               |                                            |                                                                        |                          | |                                    |
| 14 | 14            | "Heart of Ice"                             | Mr Freeze och Ferris Boyle                                             | Bruce W. Timm            | Paul Dini | 7 september 1992                   |
| Den bittre vetenskapsmannen Victor Fries, som Mr Freeze, attackerar ett flertal avdelningar av Gothcorp, och stjäl varje gång en del av ett hemligt vapen som han planerar att bygga. Batman undersöker samlingen och upptäcker att begynnelsen av Freezes vendetta mot Gothcorp var ett bittert gräl mellan Fries och Gothcorps chef, Ferris Boyle, under vilket Boyle nästan dödade Fries (vilket muterade honom till Freeze) och uppenbarligen dödade Fries dödligt sjuka fru, Nora Fries. Batman måste hitta ett sätt att ställa Boyle till svars innan Freeze slutför sin hämnd. |               |                                            |                                                                        |                          | |                                    |
| 1516 | 1516          | "The Cat and the Claw"                     | Catwoman och Red Claw                                                  | Kevin AltieriDick Sebast | Synopsis av : Sean Catherine Derek & Laren Bright Manus av : Jules Dennis & Richard Mueller                                               | 5 september 199212 september 1992  |
| Batman möter en inbrottstjuv som kallar sig Catwoman, och samtidigt möter han en kvinna med namnet Selina Kyle (som Bruce Wayne), till vilken han attraheras. När Selina hamnar i trubbel med en terroristgrupp känd som The Red Claw, som vill åt pumahelgedomen som hon försökte skydda, bestämmer hon sig för att ta saken i egna händer och undersöka. Ledaren för Red Claw-gruppen (känd endast som Red Claw), attackerar ett militärtåg och stjäl ett pestvirus, som hon planerar att släppa lös i Gotham om hon inte får en lösensumma. Kan Batman och Catwoman lägga sina olikheter åt sidan och arbeta tillsammans för att stoppa Red Claw innan det är för sent? |               |                                            |                                                                        |                          | |                                    |
| 17 | 17            | "See No Evil"                              | Ventrix                                                                | Dan Riba                 | Martin Pasko | 24 februari 1993                   |
| Lloyd "Eddie" Ventrix är på väg att förlora sin dotter, Kimberly, till sin exfru, Helen, på grund av sitt förflutna som lurendrejare. Fast besluten om att inte förlora Kimberly förklär sig Ventrix i en dräkt, som han stal under sin villkorliga frigivning. Dräkten ger användaren osynlighet, men den blir även mycket giftig, och han utger sig för att vara Kimberlys påhittade vän, Mojo, medan han stjäl smycken till henne. Kan Batman lösa mysteriets brott och stoppa Ventrix, och på samma gång rädda hans liv, trots att han inte ens kan se honom? Notering: Michael Gross, som gjorde den engelska rösten till Ventrix, gjorde senare rösten till Warren McGinnis i Batman Beyond. |               |                                            |                                                                        |                          | |                                    |
| 18 | 18            | "Beware the Gray Ghost"                    | Den galne bombaren                                                     | Boyd Kirkland            | Synopsis av : Dennis O'Flaherty & Tom Ruegger Manus av : Garin Wolf & Tom Ruegger                                                         | 4 november 1992                    |
| Simon Trent, en skådespelare mest känd för sin roll som "Det grå spöket", är på randen till konkurs på grund av sin dalande karriär. För att rädda sig säljer han ut alla sina samlingssaker av Det grå spöket. Därefter börjar ett flertal brott relaterade till den gamla TV-serien att uppstå. Batman, som själv delvis blivit inspirerad av serien att bli till den brottsbekämpare som han är nu, går till Trent för att få hjälp, och de slår ihop sig för att få ett slut på brotten. Notering: Det grå spökets engelska röst lästes av Adam West, stjärnan från 1960-talets TV-serie Läderlappen. |               |                                            |                                                                        |                          | |                                    |
| 19 | 19            | "Prophecy of Doom"                         | Nostromos & Lucus                                                      | Frank Paur               | Synopsis av : Dennis Marks Manus av : Sean Catherine Derek                                                                                | 6 oktober 1992                     |
| 2021 | 2021          | "Feat of Clay"                             | Roland Daggett                                                         | Dick SebastKevin Altieri | Synopsis av : Marv Wolfman & Michael Reaves Manus av : Marv Wolfman Synopsis av : Marv Wolfman & Michael Reaves Manus av : Michael Reaves | 8 september 19929 september 1992   |
| Bruce Wayne får skulden för ett mordförsök på Lucius Fox. Den riktige förbrytaren är en skådespelare och mästare på förklädnader med namnet Matt Hagen, som blev vanställd i en bilolycka några år tidigare. För att behålla sin berömmelse började han i hemlighet att jobba för Roland Daggett, som ger honom en månatlig leverans av en beroendeframkallande ansiktskräm som kallas Renuyu (en ordlek för "Renew You") som tillfälligt kan återställa hans ansikte till normalt, och som vill ta över Wayne Enterprises för marknadsexpansion. Efter att ha misslyckats med mordet blir Hagens leveranser inställda, och när han bryter sig in i Daggetts labb för mer Renuyu betalar han ett högt pris när Daggetts män dränker hans ansikte i produkten, och tvingar honom att svälja litervis av det för att inte drunkna. Samtidigt är Bruce Wayne arresterad och tagen i förvar. Bruce Wayne blir utsläppt från fängelset mot borgen. Hagen visar sig överleva mordförsöket, men till ett högt pris. Formeln i hans kropp förändrade varenda en av hans celler, och muterade honom till en skepnadsbytande mutant. Med sina nyfunna krafter bestämmer sig Hagen, som numera kallar sig Clayface, för att hämnas på Daggett och hans män. Kan Batman föra Daggett inför rättsskranket, och stoppa Clayface innan oskyldiga människor kommer till skada? |               |                                            |                                                                        |                          | |                                    |
| 22 | 22            | "Joker's Favor"                            | Jokern och Harley Quinn                                                | Boyd Kirkland            | Paul Dini | 11 september 1992                  |
| Efter en att en man vid namn Charlie Collins av misstag skällt ut Jokern på vägen efter att han stött emot honom, tränger skurken in honom i ett hörn, och skrämmer honom till att göra honom en "liten tjänst". Två år passerar, och Jokern avgör slutligen hur han ska använda Charlie. Han ska låta honom smyga in med en bomb i Gotham University, där kommissarie Gordon ska hålla ett tal vid en prisceremoni. Charlie, som bara behöver öppna dörren, är skeptisk till en början, men för sin familjs skull går han motvilligt med på att lyda. Men är Jokern verkligen den typen som låter någon som förolämpade honom leva? Notering: Harley Quinns första framträdande. |               |                                            |                                                                        |                          | |                                    |
| 23 | 23            | "Vendetta"                                 | Killer Croc                                                            | Frank Paur               | Michael Reaves | 5 oktober 1992                     |
| Detektiv Bullock blir arresterad för kidnappning. Batman, som ogillar Bullock, men ändå tror att han är en hederlig människa, undersöker, och upptäcker skurkens verkliga identitet: Killer Croc, som planerar en vendetta mot Bullock för att ha fångat honom en gång. Kan han rentvå Bullocks namn innan det är för sent? |               |                                            |                                                                        |                          | |                                    |
| 24 | 24            | "Fear of Victory"                          | Fågelskrämman                                                          | Dick Sebast              | Samuel Warren Joseph | 29 september 1992                  |
| Fågelskrämman uppfinner någon slags rädslaframkallande kemikalie som aktiveras av adrenalin. Sedan använder han den för att påverka resultaten i alla idrottsevenemang. När en enskild person blir upprörd drar kemikalien igång, och vänder upphetsningen till fruktan. Fågelskrämman satsar mot idrottsstjärnelag, som en del av hans brottsplaner för att få ihop snabba pengar, och Batman och Robin måste omkullkasta hans plan. |               |                                            |                                                                        |                          | |                                    |
| 25 | 25            | "The Clock King"                           | Klockkungen                                                            | Kevin Altieri            | David Wise | 21 september 1992                  |
| Efter att hans företag går i konkurs blir Temple Fugate Klockkungen. Fugate satsar på att söka hämnd mot den man som han skyller sina motgångar på, borgmästare Hamilton Hill. Fugate kidnappar Hill och avser att göra sig av med honom för att slutföra sin hämnd. Batman måste stoppa Fugate från att slutföra sin hämnd, och rädda borgmästarens liv. |               |                                            |                                                                        |                          | |                                    |
| 26 | 26            | "Appointment in Crime Alley"               | Roland Daggett                                                         | Boyd Kirkland            | Gerry Conway, från serietidningsversionen av Dennis O'Neil                                                                                | 17 september 1992                  |
| Med hjälp av mordbrännare planerar Roland Daggett att förstöra Crime Alley, och att använda marken för att expandera sitt affärsimperium. Men den planen skulle innebära att döden för de inneboende, eller tvinga dem att överge sina hem. Nu måste Batman hindra Daggetts plan, och försöka bevisa att Daggett är en brottsling. |               |                                            |                                                                        |                          | |                                    |
| 27 | 27            | "Mad as a Hatter"                          | Hattmakaren                                                            | Frank Paur               | Paul Dini | 12 oktober 1992                    |
| Den tragiske forskaren Jervis Tetch, som arbetar för Wayne Industries, är oförmögen att få flickan han älskar, sekreteraren Alice. När hon skiljer sig från sin pojkvän tar han tillfället i akt, och utvecklar en snabb vänskap med henne, tills hennes pojkvän försonas med Alice, och friar till henne. Utom sig av ilska bestämmer sig Tetch för att ta saken i egna händer, och tar sig an identiteten som Hattmakaren, och använder sina tankekontrollenheter för att tvinga dem som tvivlade på honom under hela hans liv att bli hans slavar. |               |                                            |                                                                        |                          | |                                    |
| 28 | 28            | "Dreams in Darkness"                       | Fågelskrämman                                                          | Dick Sebast              | Judith & Garfield Reeves-Stevens | 3 november 1992                    |
| Batman spärras in på Arkham Asylum efter att ha utsatts för Fågelskrämmans skräckgas. Batman vet att Fågelskrämman har rymt för andra gången och planerar att förgifta Gothams vattenförsörjning med samma gas. Kan Batman förmå sig att bryta mot lagen och fly från Arkham innan Fågelskrämman får Gotham på knä? Notering: Fågelskrämmans plan i den här episoden är snarlik klimaxet i Batman Begins, där Fågelskrämmans skräckgas används av League of Shadows för att förgifta Gothams vattenförsörjning. |               |                                            |                                                                        |                          | |                                    |
| 29 | 29            | "Eternal Youth"                            | Brännässlan                                                            | Kevin Altieri            | Beth Bornstein | 23 september 1992                  |
| Flera rika företagsledare är inbjudna till Eternal Youth Health Spa, och det är där de senast syns till innan de försvinner. Den enda kopplingen är att de hade något att göra med växters död. Bruce Wayne får också en inbjudan (även om det var en av hans giriga direktörer som nästan gjorde affären för att förstöra en regnskog innan Bruce tvingade honom att stänga ner verksamheten), men Alfred och hans "väninna" Maggie går istället. När de inte återvänder är Batman tvungen att undersöka, och upptäcker att spaet drivs av Brännässlan, samt att hon har använt en formel för att förvandla företagsledarna till humanoida träd, inklusive Alfred och Maggie. |               |                                            |                                                                        |                          | |                                    |
| 30 | 30            | "Perchance to Dream"                       | Hattmakaren                                                            | Boyd Kirkland            | Synopsis av : Laren Bright & Michael Reaves Manus av : Joe R. Lansdale                                                                    | 19 oktober 1992                    |
| Bruce Wayne vaknar upp en morgon, och upptäcker att hans liv är helt upp och ner. Hans föräldrar är vid liv, Batgrottan finns inte, Alfred känner inte till Robin och han är förlovad med Selina Kyle. Däremot betyder det inte att Batman inte längre finns, och Bruce börjar undra vad som hänt, speciellt efter att ha insett de egenskaper som avtar i drömmar (t.ex. böcker och tidningar vars texter inte går att läsa) i detta nya liv. |               |                                            |                                                                        |                          | |                                    |
| 31 | 31            | "The Cape and Cowl Conspiracy"             | Josiah Wormwood                                                        | Frank Paur               | Elliot S. Maggin | 14 oktober 1992                    |
| Baron Jozek, som är rasande på Batman för att ha förödmjukat honom på en fest (över Jozeks underjordsförbindelser), anställer Josiah Wormwood, en mästare på att gillra fällor för sina offer, att jaga Batman och föra tillbaka hjältens kappa och kåpa. |               |                                            |                                                                        |                          | |                                    |
| 3233 | 3233          | "Robin's Reckoning"                        | Tony Zucco                                                             | Dick Sebast              | Randy Rogel | 7 februari 199314 februari 1993    |
| Under ett slagsmål med några gangstrar på ett bygge får Batman och Robin höra namnet på deras chef, Billy Marin. Medan Robin ser fram emot att gå upp mot Marin blir han och Batman osams, och efter ett bråk i Batgrottan tillåter inte Batman Robin att följa med honom på sökandet efter Marin. Robin undersöker på datorn och inser snart att Billy Marin inte är chefens riktiga namn. Snarare är det ett alias för Tony Zucco, mannen som dödade hans föräldrar. Kan Robin rädda sin partner i tid? Robin ger sig ut för att hitta Tony Zucco istället för att rädda Batman, samtidigt plågas han av minnena av hans föräldrars död, och hur Bruce tog hand om honom som sin egen son. Så småningom lyckas Batman hitta Zucco på en gammal nöjespark, men bryter benet under kampen. Robin anländer och förbereder sig för att döda Zucco som hämnd. Han hånar initialt Batmans råd, men inser slutligen att rättvisa och hämnd inte är samma sak. Zucco arresteras, och Batman blir sams med Robin, som påstår att han inte skulle låta Robin följa med honom i rädslan att Zucco hade dödat Robin. Notering: Del 1 vann 1993 års Primetime Emmy Award för Outstanding Animated Program (for Programming Less Than One Hour). |               |                                            |                                                                        |                          | |                                    |
| 34 | 34            | "The Laughing Fish"                        | Jokern och Harley Quinn                                                | Bruce W. Timm            | Synopsis av : Steve Englehart Manus av : Paul Dini                                                                                        | 10 Januari 1993                    |
| Jokern skapar ett gift som endast påverkar fiskar, vilket muterar dem till jokerfiskar. Sedan riktar han in sig på oskyldiga män som vägrar att ge honom upphovsrätt på hans jokerfiskar. Jokern fångar också Harvey Bullock, och Batman måste rädda honom, och hindra skurkens vansinniga plan. |               |                                            |                                                                        |                          | |                                    |
| 35 | 35            | "Night of the Ninja"                       | Kyodai Ken                                                             | Kevin Altieri            | Steve PerrySteve Perry | 26 oktober 1992                    |
| En mystisk ninja rånar Wayne Enterprises dotterbolag, och Batman upptäcker att ninjan är hans jämlike. Ett agg mot Bruce Wayne och likbördiga färdigheter kan bara betyda en person, Kyodai Ken, en gammal rival till Wayne från hans dagar i Japan, och som kastades ut ur dojon efter att ha försökt råna den, men som stoppades av Wayne. Ken, som det visar sig vara, vill ha hämnd. |               |                                            |                                                                        |                          | |                                    |
| 36 | 36            | "Cat Scratch Fever"                        | Roland Daggett och Professor Milo                                      | Boyd Kirkland            | Synopsis av : Sean Catherine Derek Manus av : Buzz Dixon                                                                                  | 5 november 1992                    |
| Batman måste stoppa Roland Daggetts plan att släppa en viral pest designad av Professor Milo i Gotham genom dess herrelösa kattpopulation. Fallet vinner ny aktualitet när Catwoman blir infekterad med viruset under sitt sökande efter sin försvunna katt, Isis. Nu måste Batman hitta ett motgift för att rädda kvinnan som han älskar. |               |                                            |                                                                        |                          | |                                    |
| 37 | 37            | "The Strange Secret of Bruce Wayne"        | Hugo Strange, Jokern, Two-Face och Pingvinen                           | Frank Paur               | Synopsis av : David Wise Manus av : Judith & Garfield Reaves-Stevens                                                                      | 29 oktober 1992                    |
| Efter att en framstående domare blir skadad under en kamp mot några ligister, som kräver pengar från henne i utbyte mot ett videoband, beslutar sig Bruce Wayne för att ta en resa till Yucca Springs, en semesterort där domaren hade semestrat, och träffar Dr. Hugo Strange, en psykiater. Bruce inser snart att Strange har uppfunnit en maskin som utvinner människors mörkaste hemligheter från sina sinnen och överför dem till videoband - och nu har Strange bevis på Bruces hemliga identitet som Batman och planerar att auktionera den till tre av Gothams mest framstående brottsledare. Notering: I Batman Forever uppfinner Gåtan en manick, som likt Stranges maskin, kan avläsa människors hemligheter. Gåtan och Two-Face avslöjar Batmans hemliga identitet genom att använda Gåtans uppfinning. |               |                                            |                                                                        |                          | |                                    |
| 3839 | 3839          | "Heart of Steel"                           | H.A.R.D.A.C.                                                           | Kevin Altieri            | Brynne Stephens | 16 november 199217 november 1992   |
| Flera rån äger rum på stora företag, däribland Wayne Enterprises, och Bruce Wayne, som Batman, upptäcker att tjuven är en mekanisk portfölj. Bruce möter sin gamle vän, Karl Rossum, en expert inom robotik som förlorade sin dotter till en trafikolycka för flera år sedan. Han möter också Rossums assistent, Randa Duane, och Rossums ultimata skapelse, en prototypisk A.I. som kallas H.A.R.D.A.C.. Bruce bjuder in Duane till middag, och ungefär samtidigt börjar vissa Gothammedborgare att bete sig konstigt. Mest förvånande är när Duane oväntat lämnar Wayne Manor medan Bruce är på telefonen, och hela Batgrottan vänder sig mot Batman. Batman lyckas frigöra sig från Batgrottans maskineri, och tar den tillbaka under sin kontroll, även om han misslyckas med att spåra Duane. Barbara Gordon pratar med Batman för att informera honom om faderns plötsliga beteendeförändring. En brutal kamp mellan Batman och detektiv Bullock bryter ut, under vilken Batman knuffar in Bullock i Batsignalen och avslöjar att han faktiskt är en android, vilket innebär att den verklige Bullock och den verklige James Gordon har försvunnit, och Batman vet vem den skyldige är, H.A.R.D.A.C.. Kan han stoppa den onda superdatorn, innan det är för sent?                                                                                        |               |                                            |                                                                        |                          | |                                    |
| 40 | 40            | "If You're So Smart, Why Aren't You Rich?" | Gåtan och Daniel Mockridge                                             | Eric Radomski            | David Wise | 18 november 1992                   |
| Edward Nygma skapar ett spel, "Minotaurens gåta", och tjänar in miljoner till företaget Competitron. Han får sedan sparken av sin chef, Daniel Mockridge, som vill ha vinsten för sig själv. Nygma svär på att hämnas, och två år senare tar han sig an identiteten som Gåtan, och fångar Mockridge i en version av naturlig storlek av Minotaurens labyrint. Batmans ger sina sympatier till Nygma, men han och Robin måste stoppa honom innan han dödar Mockridge, trots att Mockridge inte lagligen kan ställas inför rätta. |               |                                            |                                                                        |                          | |                                    |
| 41 | 41            | "Joker's Wild"                             | Jokern och Cameron Kaiser                                              | Boyd Kirkland            | Paul Dini | 19 november 1992                   |
| Cameron Kaiser bygger ett kasino som modellerats efter Jokern, som kallas "Jokerns miljoner". Jokern ser detta på nyheterna, och rymmer rasande återigen från Arkham, med målet att förstöra kasinot, omedveten om att det exakt är vad Kaiser vill att han ska göra för att han ska få försäkringspengar. |               |                                            |                                                                        |                          | |                                    |
| 42 | 42            | "Tyger, Tyger"                             | Emile Dorian                                                           | Frank Paur               | Synopsis av : Michael Reaves and Randy Rogel Manus av : Cherie Wilkerson                                                                  | 30 oktober 1992                    |
| Selina Kyle kidnappas av den skurkaktiga genteknikern Dr. Emile Dorian, och blir hans senaste experiment för att ge sin manskattshybrid med namnet Tygrus en maka. Batman får reda på detta, och kommer till ön för att rädda Selina. Han fångas och tvingas in i en dödlig katt och råtta-lek då Tygrus jagar Batman genom öns djungler. |               |                                            |                                                                        |                          | |                                    |
| 43 | 43            | "Moon of the Wolf"                         | Varulven, Professor Milo                                               | Dick Sebast              | Len Wein | 11 november 1992                   |
| Batman undersöker uppkomsten av en varulvsliknande varelse i Gotham, utan att inse att monstret råkar vara en av Bruce Waynes bundsförvanter - Anthony Romulus, fd olympisk mästare. Bakom systemet ligger den galne kemisten professor Milo. |               |                                            |                                                                        |                          | |                                    |
| 44 | 44            | "Day of the Samurai"                       | Kyodai Ken                                                             | Bruce W. Timm            | Steve Perry | 23 februari 1993                   |
| Kyodai Ken kidnappar Kairi, stjärnelev till Yoru Sensei, kampsportsinstruktören som undervisade både Kyodai och Bruce. Ninjans lösensumma för henne är en skriftrulle som ger lokaliseringen av den mytomspunna Death Touch. |               |                                            |                                                                        |                          | |                                    |
| 45 | 45            | "Terror in the Sky"                        | She-Bat                                                                | Boyd Kirkland            | Synopsis av : Steve Perry & Mark Saraceni Manus av : Mark Saraceni                                                                        | 12 november 1992                   |
| När en fladdermus i människostorlek hemsöker Gothams hamn misstänker Batman att Dr. Kirk Langstrom ligger bakom det, och återigen har tagit Man-Batformeln. Batman är inte den enda. Kirks fru Francine är så misstänksam mot sin man så hon bestämmer sig för att lämna honom. Efter ytterligare utredningar upptäcker Batman att denna Man-Bat inte är Kirk, men någon helt annan. |               |                                            |                                                                        |                          | |                                    |
| 46 | 46            | "Almost Got 'Im"                           | Jokern, Harley Quinn, Two-Face, Brännässlan, Killer Croc och Pingvinen | Eric Radomski            | Paul Dini | 10 november 1992                   |
| Jokern, Killer Croc, Pingvinen, Two-Face och Brännässlan samlas alla vid ett pokerbord, var och en med en berättelse om hur de nästan besegrade Batman. Samtidigt är Harley Quinn på väg att döda Catwoman. Kommer Batman att kunna rädda henne i tid? |               |                                            |                                                                        |                          | |                                    |
| 47 | 47            | "Birds of a Feather"                       | Pingvinen                                                              | Frank Paur               | Synopsis av : Chuck Menville Manus av : Brynne Stephens                                                                                   | 8 februari 1993                    |
| Veronica Vreeland är ute efter ett sätt att sätta sprätt på hennes nästa fest, och kommer på tanken att ha en före detta brottsling närvarande - speciellt om det är en vars seder skulle skapa uppståndelse. Pingvinen, som nyligen har reformerats, passar perfekt. I processen att övertyga Pingvinen att komma till hennes fest konstaterar Veronica att hon gillar den korpulente lilla mannen. För hans del börjar Pingvinen att bli kär i henne, tills han råkar få höra att han endast blir utnyttjad... |               |                                            |                                                                        |                          | |                                    |
| 48 | 48            | "What Is Reality?"                         | Gåtan                                                                  | Dick Sebast              | Marty Isenberg & Robert N. Skir | 24 november 1992                   |
| I ett försök att en gång för alla bevisa sitt överlägsna intellekt lockar Gåtan Batman till en gåtlösningstävling. Denna gång i en dataspels- virtuell verklighet för att rädda kommissarie Gordons liv. Under lösningen av gåtor, och flykten från Gåtans fällor, lär sig Batman att han kan manipulera det virtuella verklighetslandskapet, såsom Gåtan själv gör. |               |                                            |                                                                        |                          | |                                    |
| 49 | 49            | "I Am the Night"                           | Jazzmannen                                                             | Boyd Kirkland            | Michael Reaves | 9 november 1992                    |
| På årsdagen för Bruces föräldrars död medföljer Batman Leslie Thompkins till Crime Alley för att sätta rosor på platsen där de sköts ner. Samtidigt är kommissarie Gordon på övervakning för att arrestera James "Jazzmannen" Peake under en narkotikasmuggling. Batman hade lovat att vara där, men kommer för sent för att han hittade en pågående eldstrid. Han hjälper till att besegra gangstrarna, och arresterar Jazzmannen, men till ett högt pris. Gordon är allvarligt skadad. Händelsen tramatiserar Batman, och han bestämmer sig för att ge upp sin brottsbekämpning, trots Jazzmannens flykt från fängelset för att utföra sin personliga vendetta mot Gordon (som hade skickat honom till fängelse sex år tidigare). |               |                                            |                                                                        |                          | |                                    |
| 50 | 50            | "Off Balance"                              | Greve Vertigo                                                          | Kevin Altieri            | Len Wein | 23 november 1992                   |
| Medan han är greve Vertigo på spåret möter Batman Talia, dotter till ledaren för Skuggornas sällskap, som sändes av sin far för att förhindra beslagtagandet av ett ultraljudsborrhuvud som greven stal. Men efter att hans identitet av misstag avslöjats för Talia börjar Batman undra vilka hennes riktiga allierade är. |               |                                            |                                                                        |                          | |                                    |
| 51 | 51            | "The Man Who Killed Batman"                | Jokern, Harley Quinn och Rupert Thorne                                 | Bruce W. Timm            | Paul Dini | 1 februari 1993                    |
| När en småbrottsling till synes dödar Batman genom en olyckshändelse, råkar han ut för brottsligor över hela Gotham, liksom Jokern och Rupert Thorne, varav ingen av dem tror på hans berättelse, om att allt som hände var genom en befängd tillfällighet. |               |                                            |                                                                        |                          | |                                    |
| 52 | 52            | "Mudslide"                                 | Clayface                                                               | Eric Radomski            | Synopsis av : Alan Burnett Manus av : Steve Perry                                                                                         | 15 september 1993                  |
| Clayface faller bokstavligen samman. Hans leraktiga kropp upplöses. Lyckligtvis arbetar en forskare som han kände från sina dagar som filmstjärna på ett botemedel. Dock tvingas Hagen att stjäla pengar för att betala för de dyra komponenterna i botemedlet. Tills en av hans mål är Waynes biomedicinska labb... Clayface dör under de sista ögonblicken av episoden, när han faller ner i havet. |               |                                            |                                                                        |                          | |                                    |
| 53 | 53            | "Paging the Crime Doctor"                  | Rupert Thorne                                                          | Frank Paur               | Synopsis av : Mike W. Barr & Laren Bright Manus av : Randy Rogel & Martin Pasko                                                           | 17 september 1993                  |
| Dr. Matthew Thorne förlorar sin medicinska licens, och tvingas till att bli brottsdoktorn av sin yngre bror, maffiabossen Rupert Thorne, för att utföra komplicerade operationer på Rupert. Han kan inte göra det ensam, och kidnappar Dr. Leslie Thompkins att hjälpa till. Batman upptäcker Leslies försvinnande, och rusar för att spåra henne - och har ett extra intresse för Matthew, eftersom han var en klasskamrat i medicinskolan till Bruce Waynes far Thomas. |               |                                            |                                                                        |                          | |                                    |
| 54 | 54            | "Zatanna"                                  | Montague Kane                                                          | Dick Sebast & Dan Riba   | Paul Dini | 2 februari 1993                    |
| När den glamorösa magikern Zatanna sätts dit för ett rån under hennes uppträdande kommer Batman för att försvara henne. Zatanna är tacksam, men lite förundrad över hans åtagande att bevisa hennes oskuld, men de två hjältarna enas och använder kunskaperna som hennes far, Zatara, lärt dem att avslöja och bekämpar den skyldige, en ond illusionist med namnet Montague Kane. |               |                                            |                                                                        |                          | |                                    |
| 55 | 55            | "The Mechanic"                             | Pingvinen                                                              | Kevin Altieri            | Synopsis av : Steve Perry & Laren Bright Manus av : Randy Rogel                                                                           | 24 januari 1993                    |
| På grund av en olycka under ett höghastighetstillstånd blir Batmobilen praktiskt taget demolerad. Efter att Batman tagit bilen till sin personliga mekaniker, Earl Cooper, gör Pingvinen sitt drag, och mixtrar med Batmobilen, och sätter den under sin kontroll. Notering: Pingvinens mixtrande med Batmobilen är påminnande om en scen i Batman - Återkomsten, där Pingvinen ger order till sitt gäng om att ge honom kontrollen över Batmobilen som en del av hans plan för att falskeligen anklaga Batman. |               |                                            |                                                                        |                          | |                                    |
| 56 | 56            | "Harley and Ivy"                           | Jokern, Harley Quinn och Brännässlan                                   | Boyd Kirkland            | Paul Dini | 18 januari 1993                    |
| När Jokern ger Harley sparken försöker hon att ge sig ut på en brottsturne på egen hand. Hon slår sig då samman med Brännässlan, och de två blir en framgångsrik brottsduo, till Jokerns förtret. |               |                                            |                                                                        |                          | |                                    |
| 5758 | 5758          | "Shadow of the Bat"                        | Two-Face, Rupert Thorne & Gil Mason                                    | Frank Paur               | Brynne Stephens | 13 september 199314 september 1993 |
| När kommissarie Gordon sätts dit för att ha tagit mutor från Rupert Thorne, uppmanar hans dotter Barbara Batman, för att dyka upp vid ett möte i kommissariens räkning. Men efter Batmans försvinnande efter att ha funnit personen bakom sammansvärjningen tar Barbara lagen i egna händer som Batgirl. Robin upptäcker att Gil Mason är i förbund med den undre världen och går att undersöka honom. Han möter Batgirl längs vägen, och går skilda vägar för att stoppa Mason. De möts sedan igen och får reda på att Gil jobbar med Two-Face för att slå ut Gordon, och har Batman (som Matches Malone) fångad. |               |                                            |                                                                        |                          | |                                    |
| 59 | 59            | "Blind as a Bat"                           | Pingvinen                                                              | Dan Riba                 | Synopsis av : Mike Underwood & Len Wein Manus av : Len Wein                                                                               | 22 februari 1993                   |
| Pingvinen stjäl en experimentell helikopter från en flyguppvisning, vilket orsakar en explosion som tillfälligt förblindar Bruce Wayne. Batman vet att han inte kommer att kunna vänta tills hans syn är tillbaka för att kunna spåra Pingvinen, men kommer han att kunna göra detta utan att använda ögonen? |               |                                            |                                                                        |                          | |                                    |
| 6061 | 6061          | "The Demon's Quest"                        | Ra's al Ghul                                                           | Kevin Altieri            | Synopsis av : Dennis O'Neil & Len Wein (Del 2) Manus av : Dennis O'Neil (Del 1) & Len Wein (Del 2)                                        | 3 maj 19934 maj 1993               |
| När Robin mystiskt blir bortförd från sitt campus börjar Batman en fruktlös sökning... tills han häpnas över det plötsliga framträdandet i Batgrottan av Ra's al Ghul. Ra's berättar att hans dotter, Talia, har förts bort under omständigheter som liknar Robins, vilket tyder på att samma personer är ansvariga. Så börjar en omaka vapenvila mellan Batman och "Demonen". Efter att ha befriat Talia från hennes fars kopplingar, och flyr från en lavin följer Batman och Robin den enda ledtråden som de har - ordet "Orpheus". Efter upptäckten att "Orpheus" är Ra's privata satellit som kommer att kretsa över Sahara reser duon till Demonens ökenfäste. Där lär sig Batman att satelliten faktiskt är ett vapen som explosivt förstör alla Lazaruskällor samtidigt i hela världen, vilket förstör allt liv som existerar. |               |                                            |                                                                        |                          | |                                    |
| 62 | 62            | "His Silicon Soul"                         | H.A.R.D.A.C. och Batmans dubbelgångare                                 | Boyd Kirkland            | Marty Isenberg, Robert N. Skir | 20 november 1992                   |
| När en Batmanimitatör visar sig i Gotham City härleder den riktige Batman att Karl Rossum på något sätt är inblandad, och konfronterar uppfinnaren. Den andre Batman, en dubbelgångare, dyker sedan upp, och en kamp mellan de två utbryter. Efter att dubbelgångaren flyr börjar den sin kampanj för att återskapa H.A.R.D.A.C.:s mål av ett robotsamhälle. |               |                                            |                                                                        |                          | |                                    |
| 63 | 63            | "Fire from Olympus"                        | Maxie Zeus                                                             | Dan Riba                 | Judith och Garfield Reeves-Stevens | 24 maj 1993                        |
| I tron att vara avsedd som gud bland dödliga män stjäl Maxie Zeus ett experimentellt vapen. Den galne mannen tänker använda vapnet mot folket i Gotham City. Nu måste Batman sätta stopp för Maxies galna plan mot staden han älskar. |               |                                            |                                                                        |                          | |                                    |
| 64 | 64            | "Read My Lips"                             | Buktalaren                                                             | Boyd Kirkland            | Synopsis av : Alan Burnett & Michael Reaves Manus av : Joe R. Lansdale                                                                    | 10 maj 1993                        |
| Ett helt nytt gäng har gjort sin debut i att begå de smartaste brotten någonsin, tack vare gängledaren, Scarface. Det är upp till Batman att stoppa Scarface och hans gäng. |               |                                            |                                                                        |                          | |                                    |
| 65 | 65            | "The Worry Men"                            | Hattmakaren                                                            | Frank Paur               | Paul Dini | 16 september 1993                  |
| Den rika societetsdamen Veronica Vreeland återvänder från Centralamerika och har tagit med sig små handgjorda dockor till alla sina vänner. Enligt den infödda legenden så tar dockorna hand om de sovandes oro om de läggs under kudden. Veronica och hennes gäster är dock omedvetna om att en av dockorna tillverkades av Hattmakaren, och innehåller en liten mikroprocessor som försätter hypnotiska order i de sovandes hjärnor. |               |                                            |                                                                        |                          | |                                    |

### Säsong 2 (ej dubbad till Svenska)
| Nr | Titel                      | Skurk(ar)                                                                                                  | Regissör      | Skribent                                                                       | Visningsdatum      |
| --- | -------------------------- | --- | ------------- | ------------------------------------------------------------------------------ | ------------------ |
| 1 | "Sideshow"                 | Killer Croc                                                                                                | Boyd Kirkland | Story av Michael Reaves, Teleplay av Michael Reaves & Brynne Stephens          | 3 maj 1994         |
| Under transporten till ett annat fängelse rymmer Killer Croc, och leder Batman ut på en farlig jakt genom vildmarken. Efter att tillfälligt ha försatt Batman ur sitt spår, får reptilen skydd hos en grupp artister från en tillbakadragen freakshow, och övertygar dem att hjälpa honom. När Batman anländer samarbetar Croc och artisterna för att fånga in honom. |                            | |               |                                                                                |                    |
| 2 | "A Bullet for Bullock"     | Vinnie Hajen                                                                                               | Frank Paur    | DC Comics-berättelsen av Chuck Dixon, Teleplay av Michael Reaves               | 14 september 1995  |
| Någon har lagt ut ett pris på Gothams tuffaste snut, Harvey Bullock. Efter att ha överlevt flera olyckstillbud inser Bullock att han inte har något annat val än att be sin ärkerival Batman att hjälpa honom att ta reda på vem som ligger bakom alla mordförsök. Under sin utredning lär sig Bullock att hans gruff och småaktiga sätt har gett honom fiender i osannolika människor. Bearbetat från en Chuck Dixon-berättelse som publicerades i Detective Comics #651. Notering: Vann Daytime Emmy Award 1996 för Outstanding Music Direction and Composition. |                            | |               |                                                                                |                    |
| 3 | "Trial"                    | Jokern, Harley Quinn, Killer Croc, Hattmakaren, Brännässlan, Gåtan, Fågelskrämman, Two-Face och Buktalaren | Dan Riba      | Story av Paul Dini & Bruce W. Timm, Teleplay av Paul Dini                      | 16 maj 1994        |
| Gothams nya åklagare Van Dorn är ute för att få tag i Batman, men de blir båda tillfångatagna av ett gäng brottslingar. De blir snart satta i en skenrättegång av Jokern (domaren), Two-Face (åklagaren), Buktalaren (förvaltaren), Brännässlan, Harley Quinn, Hattmakaren, Killer Croc, Fågelskrämman, Gåtan och andra brottslingar. Om försvaret (Batman och Van Dorn) kan bevisa Batman inte bär ansvaret för allas brottsliga liv blir de frisläppta. När juryn ger utslaget "icke skyldig" struntar dock skurkarna i att fullfölja sin del av uppgörelsen. Notering: Henry Polic II, Scarecrows engelska röstskådespelare, var under återhämtning från en halsoperation när episoden producerades, varför hans karaktär inte har några repliker. |                            | |               |                                                                                |                    |
| 4 | "Avatar"                   | Ra's al Ghul                                                                                               | Kevin Altieri | Michael Reaves                                                                 | 9 maj 1994         |
| En mystisk egyptisk skriftrulle som donerats till Gothams museum av Bruce Wayne blir stulen av Ra's al Ghul, och Batman och Talia måste slå sig samman för att förhindra den maktgalne Ra's från att låsa upp rullens hemligheter om liv och död. Deras sökande leder dem till ett gömt tempel djupt under den egyptiska öknen. Där tvingas Mörkrets riddare in i en fruktansvärd kamp mot en fornegyptisk häxmästarinna. |                            | |               |                                                                                |                    |
| 5 | "House & Garden"           | Brännässlan                                                                                                | Boyd Kirkland | Paul Dini                                                                      | 2 maj 1994         |
| Brännässlan har inte bara blivit frisläppt från Arkham Asylum, hon har också gift sig med sin doktor och dragit sig tillbaka för att hjälpa honom att uppfostra hans två söner. Ändå blir rika ungkarlar i Gotham förgiftade och rånade på ett sätt som exakt speglar sig på Ivys gamla brott. Attackerna tar en personlig vändning, när Dick Grayson kidnappas av mystiska angripare. Är Ivy ansvarig? Och i så fall, hur kan Batman bevisa det? |                            | |               |                                                                                |                    |
| 6 | "The Terrible Trio"        | Terrible Trio                                                                                              | Frank Paur    | Story av Alan Burnett & Michael Reaves, Teleplay av Michael Reaves             | 11 september 1995  |
| Tre rika och uttråkade vänner till Bruce Wayne bestämmer sig för att söka nya spänningar och bli mästerbrottslingar. Räven, Hajen och Gamen (mästare av land, hav and luft), Terrible Trio, rensar Gotham på dess rikedomar, tills de stöter på personen som de inte kan tampas med - Batman. |                            | |               |                                                                                |                    |
| 7 | "Harlequinade"             | Jokern & Harley Quinn                                                                                      | Kevin Altieri | Paul Dini                                                                      | 23 maj 1994        |
| Jokern stjäl en atombomb, och det är upp till Batman och Robin att hitta och stoppa honom. Eftersom det inte finns någon tid att förlora tar duon hjälp av Harley Quinn att spåra Jokern. Under hela episoden är det kortfattat hur Harley träffade Joker. |                            | |               |                                                                                |                    |
| 8 | "Time Out of Joint"        | Klockkungen                                                                                                | Dan Riba      | Story av Alan Burnett, Teleplay av Steve Perry                                 | 8 oktober 1994     |
| Klockkungen återvänder för att fortsätta sin vendetta mot borgmästare Hill. Den här gången hoppas den tidsfixerade brottslingen på att mörda Hill med hjälp av en stulen uppfinning som låter honom förvränga tiden och resa supersnabbt. För att säkra ännu en enhet från dess skapare tar Batman och Robin an Klockkungen i en rasande snabb kamp för borgmästarens liv. |                            | |               |                                                                                |                    |
| 9 | "Catwalk"                  | Catwoman & Buktalaren                                                                                      | Boyd Kirkland | Paul Dini                                                                      | 13 september 1995  |
| Angelägen om att ta upp sina gamla vägar som Catwoman förenar Selina Kyle sina styrkor med Buktalaren för att förödmjuka societetsdamen Veronica Vreeland. Men det verkliga offret är Catwoman själv, som i hemlighet har inrättats av Scarface att ta skulden för ett nytt rån. Batman måste ingripa innan den rasande kvinnan gör saken värre genom att döda den dubbelsnackande buktalaren. |                            | |               |                                                                                |                    |
| 10 | "Bane"                     | Bane, Killer Croc & Rupert Thorne                                                                          | Kevin Altieri | Mitch Brian                                                                    | 10 september 1994  |
| Batman kommer ansikte mot ansikte med sin mest kraftfulla motståndare hittills, den kemiskt förstärkte lönnmördaren Bane. Trots att han ursprungligen hade anlitats av Rupert Thorne för att döda Batman planerar Bane att ta kontrollen över Thornes kriminella imperium efter att Batman hade förgjorts. Det är en kamp på liv och död med hela Gotham i balans då Batman tar sig an mannen som har svurit att knäcka fladdermusen. |                            | |               |                                                                                |                    |
| 11 | "Baby-Doll"                | Baby-Doll                                                                                                  | Dan Riba      | Paul Dini                                                                      | 1 oktober 1994     |
| En tidigare barnstjärna med namnet Mary Dahl har blivit bitter och galen efter att ha fallit i glömska, och inser att hon har en sjukdom som hindrar hennes kropp från att växa till vuxen ålder, vilket biologiskt fördömde henne med bokstavlig evig ungdom. Hon kidnappar hennes TV-familj, som alla levde mer framgångsrika liv och karriärer än henne, och håller dem fångna på en övergiven ljudbild. Medan Robin arbetar snabbt för att befria skådespelarna från Baby-Dolls explosiva dödsfälla, jagar Batman den lilla boven, genom ett dödligt lustighus. |                            | |               |                                                                                |                    |
| 12 | "The Lion and the Unicorn" | Red Claw                                                                                                   | Boyd Kirkland | Diane Duane, Peter Morwood & Steve Perry                                       | 15 september, 1995 |
| Red Claw-organisationen kidnappar Alfred i sitt sökande efter en kod de behöver för att rusta ett massförstörelsevapen som Alfred känner till från sina dagar som en brittisk hemlig agent. |                            | |               |                                                                                |                    |
| 13 | "Showdown"                 | Ra's al Ghul                                                                                               | Kevin Altieri | Story av Kevin Altieri, Paul Dini & Bruce W. Timm, Teleplay av Joe R. Lansdale | 12 september 1995  |
| Ra's al Ghul berättar en historia från sitt förflutna, där Jonah Hex stoppar hans plan, att förstöra den nya transkontinentala järnvägen genom att använda ett krigsluftskepp. |                            | |               |                                                                                |                    |
| 14 | "Riddler's Reform"         | Gåtan | Dan Riba      | Story av Alan Burnett, Paul Dini & Randy Rogel, Teleplay av Randy Rogel        | 24 september 1994  |
| Gåtan anställs för att arbeta för ett leksaksbolag, och lovar att vända blad. Batman och Robin vägrar tro på att han har förändrats, och Gåtan inser snart att han fortfarande är besatt av att överlista och besegra dem. Nu måste Batman bevisa att Gåtan fortfarande är en brottsling, och skicka honom tillbaka till Arkham. |                            | |               |                                                                                |                    |
| 15 | "Second Chance"            | Two-Face, Pingvinen & Rupert Thorne                                                                        | Boyd Kirkland | Story av Paul Dini & Michael Reaves, Teleplay av Gerry Conway                  | 17 september 1994  |
| Precis innan han ska genomgå operationen, som återställer hans sinnestillstånd till normalt, kidnappas Harvey Dent av en mystisk skurk. Batman och Robin delar upp sig för att hitta skurken bakom kidnappningen av Bruces gamla vän. De misstänker att antingen Pingvinen eller Rupert Thorne ligger bakom den. Är det verkligen någon av dessa två diaboliska skurkar? Eller är det någon annan med ett agg mot Harvey? |                            | |               |                                                                                |                    |
| 16 | "Harley's Holiday"         | Harley Quinn & Boxy Bennett                                                                                | Kevin Altieri | Paul Dini                                                                      | 15 oktober 1994    |
| Harley Quinn släpps tillbaka in i samhället efter att ha visat sig vara frisk. Efter ett missförstånd på en klädaffär sprids det dock kaos i stan. |                            | |               |                                                                                |                    |
| 17 | "Lock-Up"                  | Lock-Up | Dan Riba      | Story av Paul Dini, Teleplay av Marty Isenberg & Robert N. Skir                | 19 november 1994   |
| Lyle Bolton, den nye fångvaktaren i Arkham, får sparken för sin fruktansvärda misshandling av de intagna. Ett halvår senare blir Bolton den vigilante Lock-Up, och bestämmer sig för att sätta vem han känner sig vara ansvarig för ruinen av staden bakom galler. Det är upp till Batman och Robin att rädda hans offer. |                            | |               |                                                                                |                    |
| 18 | "Make 'Em Laugh"           | Jokern, Kryddkungen, Pack Rat, Megamamman & Hattmakaren                                                    | Boyd Kirkland | Paul Dini & Randy Rogel                                                        | 5 november 1994    |
| Gotham City plågas av bisarra skurkar som begår märkliga brott. Batman och Robin undersöker och upptäcker att de "kriminella" faktiskt är kända komiker som är hjärntvättade av ingen annan än Jokern. Det tycks som om komikerna hade kastat ut Jokern ur det årliga Gotham Comedy Competition året innan. Nu har brottets clownprins svurit att förstöra deras rykte som hämnd. Jokern använder Hattmakarens sinnesanordningar för att få sin hämnd, och Batman och Robin måste stoppa honom innan han skadar fler människor. |                            | |               |                                                                                |                    |
| 19 | "Deep Freeze"              | Mr Freeze & Grant Walker                                                                                   | Kevin Altieri | Story av Paul Dini & Bruce W. Timm, Teleplay av Paul Dini                      | 26 november 1994   |
| Mr. Freeze blir utbruten från Arkham av den åldrande miljardären Grant Walker, som är ute efter att frysa världen, och återskapa den enligt hans egen design. Batman och Robin infiltrerar miljardärens undervattensstad, och bekämpar både högteknologiska robotar, och Mr Freeze själv, som har personliga skäl att göra drängtjänst åt Walker, och täcka jorden i en ny istid. Notering: Walkers plan att frysa världen med en stor kanon användes senare i Batman & Robin, där Mr. Freeze använder avancerad teknologi för att göra ett observatoriumsteleskop till en fryskanon och frysa en del av Gotham City och hålla staden för lösen. Dessutom är en av Karl Rossums leksakrobotar en uppenbar hyllning till figuren "Bat-Mite".           |                            | |               |                                                                                |                    |
| 20 | "Batgirl Returns"          | Catwoman & Roland Daggett                                                                                  | Dan Riba      | Michael Reaves & Brynne Stephens                                               | 12 november 1994   |
| Medan Bruce är i Europa på en affärsresa med Wayne Enterprises inträffar det en stöld av en kattstaty på Gotham State University. Barbara Gordon blir återigen Batgirl för att utreda detta, och stöter på Catwoman, som också undersöker fallet. Hon påpekar att syraresterna som användes till att förstöra säkerhetssystemet inte är hennes stil. De två slår ihop sig för att hitta statyn, med Robin som följer efter dem, och det går från dåligt till värre när Roland Daggett avslöjas vara inblandad. |                            | |               |                                                                                |                    |

## The New Batman Adventures-avsnitt
| Nr | Titel                        | Skurk(ar)                                        | Regissör        | Skribent                         | Visningsdatum     |
| --- | ---------------------------- | ------------------------------------------------ | --------------- | -------------------------------- | ----------------- |
| 1 | "Holiday Knights"            | Jokern, Harley Quinn, Clayface och Poison Ivy    | Dan Riba        | Paul Dini                        | 13 september 1997 |
| Avsnittet innehåller tre julbaserade delar: (1) Poison Ivy och Harley Quinn kidnappar Bruce Wayne och använder hans kreditkort till en shoppingrunda. (2) Medan hon letar efter en julklapp till sin far upptäcker Barbara Gordon en grupp snattare som visar sig vara delar av Clayface. (3) Batman och Robin skyndar sig för att stoppa Jokern från döda publiken under Gotham Citys nyårsfirande. Notering: Den här episoden utspelar sig efter episoden"Sins of the Father", som introducerar Tim Drake, och "Growing Pains", som bringar Clayface tillbaka efter sin skenbara död i "Mudslide". Frånvarande: Nightwing |                              |                                                  |                 |                                  |                   |
| 2 | "Sins of the Father"         | Two-Face                                         | Curt Geda       | Rich Fogel                       | 20 september 1997 |
| Den unge, föräldralöse Tim Drake går med i Batmans nya församling när han blir inblandad i en av Two-Faces dödliga planer. Notering: Den oförklädde Dick Grayson dyker upp i slutet medan Nightwing inte dyker upp. |                              |                                                  |                 |                                  |                   |
| 3 | "Cold Comfort"               | Mr Freeze                                        | Dan Riba        | Hilary J. Bader                  | 11 oktober 1997   |
| Efter händelserna i "SubZero" har Mr Freeze blivit tvungen att vara bunden till en ny robotkropp. Hans fru Nora har återupplivats, men i tron att han varit död har hon gift om sig och lämnat Gotham. Om Freeze inte får ett lyckligt liv får ingen det enligt honom. Därför börjar han plåga staden genom att förstöra vad folk bryr sig om så att de kan känna samma smärta som han känner. Frånvarande: Nightwing |                              |                                                  |                 |                                  |                   |
| 4 | "Double Talk"                | Buktalaren                                       | Curt Geda       | Robert Goodman                   | 22 november 1997  |
| Arnold Wesker är frigiven Arkham, helt fri från Scarfaces personlighet. Men Scarfaces gamla gäng behöver sin gamla chef igen, och börjar därför driva Wesker tillbaka till sitt gamla jag. Frånvarande: Robin och Nightwing |                              |                                                  |                 |                                  |                   |
| 5 | "You Scratch My Back"        | Catwoman                                         | Dan Riba        | Hilary J. Bader                  | 15 november 1997  |
| I ett försök att ytterligare distansera sig från Batman försöker Nightwing stoppa en smugglarliga ensam, men får oväntad hjälp från den förföriska Catwoman, som försöker få en något sensuell relation med honom. Frånvarande: Robin |                              |                                                  |                 |                                  |                   |
| 6 | "Never Fear"                 | Scarecrow                                        | Kenji Hachizaki | Stan Berkowitz                   | 1 november 1997   |
| Scarecrow utvecklar en ny sorts gas som, istället för att framkalla fruktan, tar bort den helt, vilket gör människor otroligt dumdristiga och farliga. Frånvarande: Batgirl och Nightwing |                              |                                                  |                 |                                  |                   |
| 7 | "Joker's Millions"           | Jokern, Harley Quinn, Pingvinen & Poison Ivy     | Dan Riba        | Paul Dini                        | 21 februari 1998  |
| Brottskungen Edward "The King" Barlow dör och efterlämnar en stor förmögenhet till sin ärkerival, Jokern. Jokern går omedelbart ut på en shoppingrunda, och söker efter en ersättare till Harley Quinn, men inser så småningom att nästan alla pengarna är falska. Att Jokern får falska pengar har visats tidigare i The Adventures of Batman i episoden "Long John Joker." Frånvarande: Robin |                              |                                                  |                 |                                  |                   |
| 8 | "Growing Pains"              | Clayface                                         | Atsuko Tanaka   | Paul Dini och Robert Goodman     | 28 februari 1998  |
| Robin slåss för att skydda en ung flicka med minnesförlust med namnet Annie, som blir förföljd av sin "far", som visar sig vara Clayface. Efter att ha skapat flickan från sin egen kropp för att spana i staden tänker han nu absorbera henne. Frånvarande: Batgirl och Nightwing |                              |                                                  |                 |                                  |                   |
| 9 | "Love is a Croc"             | Baby-Doll & Killer Croc                          | Butch Lukic     | Steve Gerber                     | 11 juli 1998      |
| Baby-Doll blir förälskad i Killer Croc, och paret bildar en mycket osannolik men mycket framgångsrik kriminell duo. Men partnerskapet faller snart isär när Baby-Doll får reda på att Croc bara använder henne för att främja sin egen kriminella karriär. Frånvarande: Robin och Nightwing |                              |                                                  |                 |                                  |                   |
| 10 | "Torch Song"                 | Eldflugan                                        | Curt Geda       | Rich Fogel                       | 13 juni 1998      |
| En kärlekstörstande pyroteknisk ingenjör, Garfield Lynns, blir dumpad av en framgångsrik sångare med namnet Cassidy. Lynns blir superskurken Firefly i strävan att bränna kvinnan som brände honom. Frånvarande: Robin och Nightwing |                              |                                                  |                 |                                  |                   |
| 11 | "The Ultimate Thrill"        | Pingvinen & Roxy Rocket                          | Dan Riba        | Hilary J. Bader                  | 14 september 1998 |
| Den tidigare stuntkvinnan Roxanne Sutton blir den raketridande tjuven Roxy Rocket, som jagar fara och spänning. Frånvarande: Robin och Nightwing |                              |                                                  |                 |                                  |                   |
| 12 | "Over the Edge"              | The Scarecrow & Bane                             | Yuichiro Yano   | Paul Dini                        | 23 maj 1998       |
| Under en kamp mot Scarecrow blir Batgirl knuffad från ett hustak och faller mot sin död. Efter att se sin dotter död beskyller Jim Gordon Batman för detta och kräver hämnd, och rekryterar Bane till detta. |                              |                                                  |                 |                                  |                   |
| 13 | "Mean Seasons"               | Calendar Girl                                    | Hiroyuki Aoyama | Hilary J. Bader                  | 25 april 1998     |
| Batman stöter på en exmodel, som eftersträvar hämnd och kallar sig "Calendar Girl". Frånvarande: Robin och Nightwing |                              |                                                  |                 |                                  |                   |
| 14 | "Critters"                   | Farmer Brown                                     | Dan Riba        | Steve Gerber & Joe R. Lansdale   | 19 september 1998 |
| En genetisk ingenjör går överbord för att skapa större boskap och förlorar alla sina pengar. Ett år senare terroriserar en armé av muterade boskapsdjur Gotham City. Frånvarande: Nightwing |                              |                                                  |                 |                                  |                   |
| 15 | "Cult of the Cat"            | Thomas Blake                                     | Butch Lukic     | Paul Dini & Stan Berkowitz       | 18 september 1998 |
| Batman försöker hjälpa Catwoman, som blir jagad av en kattkult på grund av en staty som hon stal. Frånvarande: Robin, Batgirl och Nightwing |                              |                                                  |                 |                                  |                   |
| 16 | "Animal Act"                 | Hattmakaren                                      | Curt Geda       | Hilary J. Bader                  | 26 september 1998 |
| En serie stölder begås av cirkusdjur i en stad där Nightwings gamla cirkus uppträder. Är det en gammal vän som utbildar djuren att stjäla, eller någon annan? Frånvarande: Batgirl |                              |                                                  |                 |                                  |                   |
| 17 | "Old Wounds"                 | Jokern                                           | Curt Geda       | Rich Fogel                       | 3 oktober 1998    |
| Under sin patrullering i staden stöter Robin på Nightwing, som berättar för Robin hur han och Batmans partnerskap sprack. Berättelsen berättar hur Batgirl upptäckte Batman och den ursprunglige Robins sanna identiteter, och förklarar även vad som gick fel i Barbara och Dicks förhållande. |                              |                                                  |                 |                                  |                   |
| 18 | "The Demon Within"           | Klarion                                          | Atsuko Tanaka   | Rusti Bjornhoel & Stan Berkowitz | 9 maj 1998        |
| Batman och Robin hjälper ockultisten Jason Blood när häxpojken Klarion tar kontroll över Bloods alterego, demonen Etrigan. Den här episoden innehåller det sista framträdandet av skådespelaren Stephen Wolfe Smith (Klarion), som dog kort därefter. Frånvarande: Batgirl och Nightwing |                              |                                                  |                 |                                  |                   |
| 19 | "Legends of the Dark Knight" | Jokern, mutanterna & Firefly                     | Dan Riba        | Robert Goodman & Bruce Timm      | 10 oktober 1998   |
| En grupp av Gotham Citys ungdomar berättar sina historier om hur de tror att "Mörkrets riddare" verkligen är. En berättelse påminner om stilen på 1940-talets Batman av tecknaren Dick Sprang. En annan är inspirerad från Frank Millers serie från 1986, The Dark Knight Returns. Frånvarande: Robin, Nightwing, och Batgirl |                              |                                                  |                 |                                  |                   |
| 20 | "Girls' Night Out"           | Poison Ivy, Harley Quinn, Livewire & Pingvinen   | Curt Geda       | Hilary J. Bader                  | 17 oktober 1998   |
| Livewire rymmer under en fängelseförflyttning och härjar i Gotham. Hon slår även ihop sig med Poison Ivy och Harley Quinn. Med Batman och Stålmannen borta går Batgirl och Stålflickan ihop inför den fruktansvärda trion och ställer dem inför rätta. Frånvarande: Nightwing och Robin |                              |                                                  |                 |                                  |                   |
| 21 | "Mad Love"                   | Jokern & Harley Quinn                            | Butch Lukic     | Paul Dini & Bruce Timm           | 16 januari 1999   |
| Harley tänker på sitt första möte med Jokern och planerar att eliminera hans huvudsakliga konkurrens i sin uppmärksamhet - Batman. Hon fångar Batman och vill vinna Jokerns kärlek genom att göra sig av med honom. Men den galne clownens massiva ego tillåter aldrig någon annan ta "äran" att göra sig av med hans dödsfiende. Frånvarande: Robin, Batgirl och Nightwing |                              |                                                  |                 |                                  |                   |
| 22 | "Chemistry"                  | Poison Ivy                                       | Butch Lukic     | Stan Berkowitz                   | 24 oktober 1998   |
| Bruce Wayne, liksom andra rika invånare i Gotham, förälskar sig i sin ideala partner, som alla råkar ha gröna ögon. Bruce beslutar sig för att gifta sig, och ger upp rollen som Batman. Men allt detta ingår i en gammal fiendes plan... Notering: Den oförklädde Dick Grayson dyker upp i episoden, men inte hans alter ego. |                              |                                                  |                 |                                  |                   |
| 23 | "Beware the Creeper"         | Jokern & Harley Quinn                            | Dan Riba        | Steve Gerber                     | 7 november 1998   |
| Exponeringen av en farlig blandning av kemikalier, inklusive Jokerns skrattgas, förvandlar nyhetsankaret Jack Ryder till den galne Kryparen. Han ger sig ut för att döda Jokern, och utvecklar en mycket oönskad kärlek till Harley. Frånvarande: Nightwing och Batgirl |                              |                                                  |                 |                                  |                   |
| 24 | "Judgment Day"               | Two-Face/Domaren, Killer Croc, Gåtan & Pingvinen | Curt Geda       | Rich Fogel & Alan Burnett        | 31 oktober 1998   |
| En ny medborgare klädd som en domare dyker upp och försöker eliminera hela Gothams skurkargalleri med hänsynslöst våld. Batman är den enda personen som måste upptäcka Domarens identitet och stoppa honom innan han går får långt. Men när han upptäcker sanningen får han reda på att Domaren är någon som han känner. Frånvarande: Nightwing, Robin och Batgirl |                              |                                                  |                 |                                  |                   |

## Crossovers

### Superman: The Animated Series
| Nr i serien                                                                                              | Titel              | Skurkar                                                                                            | Regissör         | Skribent | Sändningsdatum    |
| --- | ------------------ | -------------------------------------------------------------------------------------------------- | ---------------- | --- | ----------------- |
| 29–31 | "World's Finest"   | Jokern, Lex Luthor, Harley Quinn & Mercy Graves                                                    | Toshihiko Masuda | Story: Alan Burnett and Paul Dini Del I: Alan Burnett, Paul Dini and Rich Fogel Del II: Steve Gerber Del III: Stan Berkowitz | 4 oktober 1997    |
| Batman och Superman slår sig ihop för att ta ner sina respektive arc ärkefiender: Jokern och Lex Luthor. |                    | |                  | |                   |
| 43 | "Knight Time"      | Brainiac, Bruce Wayne (hypnotiserad), Mad Hatter, Bane, the Riddler, the Penguin, and Roxy Rocket. | Curt Geda        | Robert Goodman | 10 oktober 1998   |
| Superman kommer till Gotham för att fylla in för Batman, som har mystiskt försvunnit.                    |                    | |                  | |                   |
| 52 | "The Demon Reborn" | Ra's al Ghul, Talia al Ghul, Ubu, och medlemmarna av the League of Shadows                         | Dan Riba         | Rich Fogel | 18 september 1999 |
| Ra's al Ghul behöver Supermans styrka för att läka sig helt, så Batman går in för att stoppa honom.      |                    | |                  | |                   |

### Static Shock
| Nr i serien | Titel             | Skurkar                                | Regissör      | Skribent       | Sändningsdatum  |
| --- | ----------------- | -------------------------------------- | ------------- | -------------- | --------------- |
| 14 | "The Big Leagues" | Jokern, Hotstreak, Kangor, Talon, Shiv | Dave Chlystek | Len Uhley      | 26 januari 2002 |
| Static arbetar med Batman för att stoppa Jokern och hans gäng av bang bebisar. |                   |                                        |               |                |                 |
| 25 | "Hard as Nails"   | Harley Quinn & Poison Ivy              |               | Paul Dini      | 25 januari 2003 |
| Static slår ihop sig med Batman igen för att en flicka vars krafter utnyttjas av Harley Quinn och Posion Ivy för att stjäla frakter av guld.                                                                                             |                   |                                        |               |                |                 |
| 40 | "Future Shock"    | Kobra                                  | Vic Dal Chele | Stan Berkowitz | 17 januari 2004 |
| Efter att ha hjälpt Batman och Robin med ett uppdrag att stoppa Timecode skickas Static oavsiktligt 40 år in i framtiden, där han måste hjälpa Batman av den tiden, Terry McGinnis, rädda en fångad superhjälte: Statics framtida själv. |                   |                                        |               |                |                 |

### Fotnoter
1. ↑  ”Batman: The Animated Series” (på engelska). TV.com. http://www.tv.com/shows/batman-the-animated-series/. Läst 19 december 2015.